# Миндаугас Кузминскас
Миндаугас Кузминскас (литв. Mindaugas Kuzminskas; Вилњус, 19. октобар 1989) литвански је кошаркаш. Игра на позицији крила, а тренутно наступа за АЕК из Атине.

## Успеси

### Клупски
- Жалгирис:
  - Балтичка лига (1): 2010/11.
  - Првенство Литваније (2): 2011/12, 2012/13.
  - Куп Литваније (1): 2011.
- Олимпија Милано:
  - Првенство Италије (1): 2017/18.
  - Суперкуп Италије (1): 2018.

### Појединачни
- Најкориснији играч финала Првенства Литваније (1): 2013.

### Репрезентативни
- Европско првенство:  2013,  2015.